# 雑談系2 (2ちゃんねる・5ちゃんねるカテゴリ)
雑談系２（ざつだんけいに）とは、匿名掲示板2ちゃんねる（2ちゃんねる (2ch.net)、2ちゃんねる (2ch.sc)、5ちゃんねる）において、複数の掲示板を方針や趣旨ごとにまとめたカテゴリの1つである。

## 概要
主に他の掲示板からの隔離板として扱われる掲示板がこのカテゴリに分類される。過疎板や悪意ある利用者の多い掲示板もこのカテゴリに分類されることがある。
現在、このカテゴリに分類されているニュース速報(VIP)板は、2ちゃんねる内で最も1日の書き込み数が多い。

## 歴史
- 1999年5月30日 メイン板、学生、学校板設立。
- 1999年7月22日 メイン板を案内所板に板名変更
- 1999年7月24日 案内所板をロビー板に板名変更
- 1999年8月4日 批判要望板設立。
- 1999年8月14日 厨房板設立。
- 1999年11月15日 学生、学校板を学歴ランキング板に板名変更
- 1999年12月18日 モーニング娘。板設立。
- 2000年1月15日 案内カテゴリ・雑談カテゴリから分離され新カテゴリ「雑談系2」として誕生した。
- 2000年5月2日 なんでもあり板設立。
- 2000年6月9日 人権問題板設立。
- 2000年9月21日 最悪板設立。
- 2000年11月6日 おいらロビー板設立。
- 2000年12月13日 モーニング娘。板がモーニング娘。（狼）板に板名変更。
- 2001年11月12日 昔板設立。
- 2002年3月28日 ●板設立。
- 2003年11月22日 格付け板設立。
- 2003年8月28日 モ娘（狼）板が芸能から雑談系2にカテゴリ変更、批判要望板が案内から雑談系2にカテゴリ変更。
- 2004年3月11日 シベリア板設立。
- 2004年4月30日 シベリア板がシベリア超速報板に板名変更。
- 2004年6月18日 ニュース速報(VIP)板設立。
- 2004年12月27日 '主義板設立。
- 2004年12月28日 主義板が社会から雑談系2にカテゴリ変更。
- 2005年1月6日 主義板が主義・主張板に板名変更。
- 2005年5月15日 天国板設立。
- 2005年3月15日 ニー速板設立。
- 2007年11月28日 ニュース速報VIP+板設立。
- 2007年12月28日 ニュース速報（嫌儲）板設立。
- 2008年8月31日 ガチホモ板設立。
- 2008年12月10日 新記録・珍記録板設立。
- 2014年2月28日 Anarchy板設立。
- 2014年3月28日 Anarchy板が2度の変更を経てカラオケ桶板に板名変更。
- 2015年11月9日 ふれんちふらい板設立。
- 2015年11月10日 松本りせ板、ごらく部板設立。
- 2015年12月17日 STARWARS板設立。

## 掲示板
26個の板からなる。（2023年5月現在）

### ロビー
正式名称は「ロビー」であり、「ロビー板」との呼称は誤りである。他の板には必ずつく「2ch掲示板」や「2ちゃんねる掲示板」はない。
2ちゃんねる最古から存在する板であり、かつては西村博之自らが書き込むこともあった。
最古から存在する板ということもあって住人も古い人間が多く、空気を乱されることを極端に嫌う。
パートスレッドや古参の固定ハンドルが立てるスレッド以外の新規スレッドを排除しようとする雰囲気があり、これら独特の空気を嫌った住人がラウンジなどに移住した。

#### 板の歴史
- 1999年5月30日 2ちゃんねる誕生に伴い「メイン」板新設。（当時のサーバーは2ch.net）
- 1999年7月22日 板名称変更。（メイン→案内所）
- 1999年7月24日 板名称変更。（案内所→ロビー）
- 1999年12月10日 ラウンジ板と分割。
- 2000年11月6日 おいらロビー板と分割。
- 2001年8月27日 8月危機の煽りで一時閉鎖する。
- 2002年7月13日 マァヴが閉鎖にする。
- 2002年7月13日 マァヴがメイン板を新設する。
- 2002年7月15日 ひろゆきによってメイン板閉鎖にする。
- 2002年7月16日 ロビー復活。
- 2010年6月16日 ロゴを変更。ロゴに使われたキャラクターは、新潟県胎内市のマスコットである「やらにゃん」のデザイン公募で落選したもの。
- 2012年1月18日 ローカルルール制定。

### ●板
●板は2ちゃんねるビューア（まる、現・プレミアムRonin）という、2ちゃんねるで2002年3月に実施された「オイスター作戦」(課金=カキ=オイスター，Oysterより)で導入された2ちゃんねる有料IDを持つ者しか書き込むことができない（なお、書き込みできる人が限定されている板は他に規制情報板（特定の運営ボランティアのみ）やbeカテゴリの板（beにログインしている人のみ）がある）。また、板の使用目的が●持ちが書き込むためだけで、どういったことを書くべきかというガイドラインやコンセプトも特に指定されていないため、かなりの過疎状態である。（ ● ´ ー ｀ ● ）板（なっちいた）とも呼ばれる。2ちゃんねる内で過疎板と呼ばれる掲示板の1つである。
設立当初はひろゆきを始めとした運営陣も書き込みをしていた。

### なんでもあり板
エロや、特定の隔離板が用意されているテーマを除いて「なんでもあり」、すなわちどのようなスレッドも立てられる。具体的には、他のノンセクションの総合雑談板では禁止されている、固定ハンドルスレッドも容認されるし、またあくまで総合雑談板であるからコテハンスレでないスレッドや本来最悪板でするような固定ハンドル叩きやネットウォッチ板ですべきネットウォッチさえも広く受け入れられる、ということを意味すると思われる。
正式名称は「なんでもあり＠2ch掲示板」。1日の平均書き込み数が多いので、過密板と呼ばれる場合が多い。
当初はエロ目的の書き込みの隔離場所として設置された。2000年にPINKちゃんねるが設置されたことにより、エロ以外の話題ならなんでもありとなる。背景画像がピンク色なのは設置当初はエロ話題がメインだったことの名残である。

### 昔板
ローカルルールでは過去ログをネタにして盛り上がるとなっており、2ちゃんねるに関する昔話をすることを趣旨としているが、実際は一般的な昔話をしているスレッドも、かなりを占めている。この状況は2003年10月15日にセピア板（昔話一般のための板）が新設された後も変わっていない。正式名称は「昔＠2ch掲示板」である。1日の平均書き込み数が少ないので過疎板と呼ばれる場合が多い。
2001年10月29日に隠し板として新設される。2001年11月12日 公開板となる。

### 厨房！板
「厨房」は本来台所を意味するが、2ちゃんねる用語の「厨房」は「中学生」又は「考え方が幼稚な人」という意味がある。そのような人を隔離する意味もこめてこの板が新設された。正式名称は「厨房＠2ch掲示板」である。
ローカルルールには「ふんどし」とだけ書かれている。初心者がスレッドを立てる練習をする板とされている他、この板では荒らしまがいの行為を行ってもよいとされている。

### 最悪板
最悪板（さいあくいた）は固定ハンドル・粘着書き込み叩き専門のスレッド又は固定ハンドル・粘着書き込みへの誹謗中傷が2ちゃんねるで唯一認められている板である。正式名称は「最悪板＠2ch掲示板」。
当初は固定ハンドル叩きを隔離するために作られたが、そういった輩はほとんど来ず、逆に固定ハンドルたちが集まってのんびりと雑談を交わすのが主な書き込みであった。しかし2003年ごろからオフ会が流行し始めると、各種オフ板での固定ハンドルを叩くスレッドが乱立。名実ともに板目的のために使用されることとなり、かつて雑談をしていた人々は立ち去ってしまったのであった。その為、現在では一言でも擁護らしきレスを返すと、執拗に罵倒される事が定番になる板と化した。
ローカルルールでは
- 個人情報・悪意情報・プライベート情報・オフ会関連の書き込み、2ch以外の個人運営サイトのURLの貼付禁止。
- 荒らしの禁止（「叩き」と「荒らし」は別物と考える）。
- 馴れ合い・自己紹介を主な目的としたスレッド、ネットウォッチを主な目的としたスレッド、企業に関するスレッドの禁止。

が求められている。

### 学歴板
学歴板は大学間の優劣について話すための板。主に特定の学校とその在学生、卒業生を「低学歴」として馬鹿にする書き込みが投稿されている。正式名称は学歴ネタ＠2ch掲示板。
1999年5月30日に学生、学校板として新設されたが、大学間の優劣に関する話題が中心となっていたため、11月15日に学歴ランキング板に改称された。大学間の優劣とは直接関係ない大学生活情報のやり取りや学生らの雑談も行われ、全体の書き込み数も多かったが、2001年4月13日に大学生活板が新設されてから学生の雑談の場としての役割はそちらに移り、書き込み数も減少している。 

### 主義・主張板
主義・主張板は自分の考え方（主義）を書き込み、雑談する掲示板である。正式名称は「主義・主張＠2ch掲示板」。

### 人権問題板
人権問題に関する話題を扱う板。
正式名称は「人権問題＠2ch掲示板」。1日の平均書き込み数がそれほど多くないので、一部の人から過疎板と呼ばれる傾向がある。
本来は人権について話し合うための板であるが、実態は部落問題に関するスレッドが大半を占め、各地の被差別部落の所在地やその地に多い姓などについての情報交換の場となっている。

### Anarchy板
ローカルルールは「A place for trolls to be trolls.
15 second samba
No foreign IP restrictions
Talk about anything that isn't illegal.」となっている。
最初の板名の「Anarchy」とは無政府状態を表す。3月28日に板名が3度改名されるが、うち2回はなんでも実況（ジュピター）板住民による一個人への悪質な誹謗中傷に当たるものであり、再び改名され現在の板名になった。板名は変わったものの、バナーはAnarchy時代から変更されていない。

#### 板の歴史
- 2014年2月28日 maguroサーバーにて新設される。
- 2014年3月28日 「尊師板」と改名される。その後、「恒心綜合KRSW板」と変更され、最終的に現在のカラオケ桶板となる。

### 批判要望板
2ちゃんねるに対する批判や要望を受け付ける板。
正式名称は「批判要望＠2ch掲示板」。1日の平均書き込み数がそれほど多くないので過疎板と分類される場合がある。
2ちゃんねるに対する私怨的な書き込みが多く、カテゴリは雑談系2に分類されている。運営部門のキャップ持ちが見ることはまずないためこの板に書き込んだ批判・要望が受け入れられることはない。
荒らしなどでプロバイダごとアクセス規制されているプロバイダの住人が名前欄にfusianasan（または山崎渉）と入れてリモートホストを晒して（そうしないと板に書き込めない）書き込み、プロバイダが荒らしに対して処分を行ったのを2ちゃんねるが確認し、プロバイダに対するアクセス規制が解除されるのをひたすら待つ「規制解除要望」というスレッドが多数立っている。
弁護士などによる「情報開示を求めるスレ」が立つのもこの板。

#### 板の歴史
2ちゃんねる初期から存在。当初、2ちゃんねる管理人のひろゆきが「2ちゃんねるが嫌いな人でも、自由に2ちゃんねるを批判できる場が欲しい」とのことで設けた運営板であり、当初は現在の運営カテゴリの各板の殆どの役割を担うと共に、割と真面目に批判や要望が書き込まれていた。しかし、1ch.tvが旗揚げされて間もない頃「2ちゃんねる擁護派」「批判派」に分かれて論争しているうちにその論争の不毛さに人が減り、いつの間にか雑談と妄想の披露場となってしまった。そして、しばしば濫立される反2ちゃんねるスレッドにより運営上の連絡・告知のためのスレッドがdat落ちしがちとなったため、運用情報板が分離され、多くの運営スレッドはそちらへ移った。以後、管理人はレスに応えることも無くなる。そして、ついに案内から雑談系2へと、カテゴリが変更された。
- 1999年8月4日　2ch.netサーバーにて新設される。(当時の名無しの名前は「名無しさん」)
- 2000年1月17日　削除依頼板が分離。
- 2000年5月21日　名無しの名前を「名無しさん＠１周年」に変更。
- 2000年7月28日　名無しの名前を「名無しさん＠お腹いっぱい。」に変更。
- 2000年9月6日　名無しの名前を「名無しさんの声」に変更(板独自の名無しとなる)。
- 2000年9月14日　任意ID表示を導入。
- 2001年8月26日　任意ID表示を強制ID表示に変更する。
- 2001年10月13日　名無しの名前を「心得をよく読みましょう」に変更。
- 2003年4月28日　運用情報板が分離する。
- 2003年8月28日　「案内」から「雑談系2」にカテゴリ変更(因みに「案内」から「運営」が分かれるのは2004年3月3日である)。

### モ娘（狼）板
モーニング娘。（狼）板はモーニング娘。を筆頭とするハロー!プロジェクトに関する話題を扱う板。略称は「モ娘(狼)」または単に「狼」と記述される。正式名称は「ハロプロ＠2ch掲示板」だが、ほぼ使用されていない。
本来はモーニング娘。やハロー!プロジェクトに関する話題を取り扱う板であったが、現状ではその他の様々なジャンルの雑談スレッドが多く存在しており、VIPやサロン系、更に近年ではなんJやニュー速+等の特徴も有している。デフォルトの名無しがリモートホスト表示コマンドの「fusianasan」であることから、当初は2ch初心者を板内に誘導して書き込みを行わせる等の悪質ないたずらもしばしば見られた。

#### 板名について
現在の3板体制での正式名称は、ハロプロ・愛の種・ずるい女だが、２ちゃんねるメニュー上ではモ娘（羊）・モ娘（狼）・モ娘（鳩）となっている。
一般的には後者の呼称が広く認知され使用されている。また、「ハロプロ板」は、過去の正式名称でもあり、現在もURLにその名をとどめている、「モーニングコーヒー板」またはその略称である「モーコー板」もよく使われる。
ちなみにモ娘（狼）・モ娘（羊）・モ娘（鳩）の命名の由来は、新約聖書「マタイによる福音書」第10章第16節による：

```
「わたしはあなたがたを遣わす。それは、狼の群れに羊を送り込むようなものだ。
 だから、蛇のように賢く、鳩のように素直になりなさい」

 出典：聖書  新共同訳 (c)共同訳聖書実行委員会 Executive Committee of The Common Bible Translation

             (c)日本聖書協会 Japan Bible Society , Tokyo 1987,1988
```

#### 狼の看板（ロゴ、バナー）について
1,2年に1回程のペースで変わっていた狼の看板だが、2005年5月、第2回全板人気トーナメントへの投票を呼びかける看板が掲載され、次の看板を新しいものにしようとしたところで揉め、結果、暫定的に中立的な「看板募集中」看板に決定。その後、何故かハロプロメンバーの誕生日や重要イベントに合わせて期間限定看板を掲げる風習が始まる
。しかし、2014年より当板を含む2ちゃんねるのネットユーザー減少に伴うネットユーザーの高齢化や各種スレッドの過疎化などの影響によりこのような風習は廃止された。

#### 板の歴史
- 1999年12月18日、「モーニング娘。板」開設。

芸能板が荒らしに近いくらいモーニング娘。関連のスレッドが乱立していたため、隔離する目的もあった。最初に出来たスレッドは、管理人・ひろゆきによる「モーニング娘。は、、」というスレッドだった。
- 2000年11月26日、閉鎖騒動勃発。

前日の25日に板違いスレや駄スレの乱立に業を煮やした削除人『削除忍』が削除依頼スレッドにて「そろそろ閉鎖にしますか」と発言。翌26日、オフ会スレッドが削除されたことで『大竹しのぶ』が難癖をつけ、煽りにのった削除忍が「こちらも好きにします」と発言し、モー板の名無しさんのデフォルトが「閉鎖準備中。。。」に変えられる。住民が騒然とする中、モー板のTOPに書かれた表示で、12月10日まで猶予を与えるから自治について住民で話し合えということになった。自治が出来なければ閉鎖になると噂され、モー板住民だけでなくモー板閉鎖後の大量難民の発生を恐れた他板をも巻き込む事件となった。
- 2000年12月13日、狼板と羊板の二つに分割される。

12月10日は何事もなく過ぎ去った。翌11日、TOPページに「ピリピリするな、楽しくやろうぜ」の文字が書かれていた。自治議論では大方の住民の予想通り実行力のある結論らしきものは得られていなかった。閉鎖にならずに済んだのか、状況を把握できないでいるモー板住民の前に代わる代わる現れる削除人たち。しかし経緯を知らずに一般論を述べるだけで要領を得ない削除人の説明に、住民の混乱はかえって増大するばかりだった。このとき現れた削除人の中には『切込隊長』もいた。12月13日、混乱のさなかに新たな羊板が創設され、元の板は狼板となってモー板が分割された。これをもって閉鎖騒動は終結した。
- 2001年9月14日、愛の種板（旧羊）、ハロプロ板（旧狼）、ずるい女板（新板、通称鳩板）が設立される。

2001年8月のいわゆる「8月危機」が一段落し、次々と閉鎖されていた板が再開する中で最後まで残ったのが狼・羊の両板であった。いつまで待っても再開のアナウンスが無いことに危機感を抱いた一部住民が2ch運営側のマァヴや夜勤と掛け合い、また住民間で自治について論議する事となる。その際、運営側の代表として再開に尽力してくれた愛の種係 ★の中の人は夜勤であるのは定説である。
2001年9月14日18時頃、羊に変わって愛の種板。2001年9月15日4時頃狼に変わってハロプロ板、新板としてずるい女板（通称鳩板）が設立。ちなみに鳩板の設立は勘違いした愛の種係 ★によって誕生した経緯がある。これより現在まで3板体制となる。
- 2003年夏頃から、板違いスレの削除に対して、一部住人により削除スレの建て直しによる応酬合戦が激化するようになる。最終的には混乱の中2003年8月27日に芸能カテゴリから雑談２カテゴリに移動し狼は実質何でもありのサロン的な板になる。（同時に批判要望板も雑談2カテゴリに移動）

雑談2カテゴリに移動となってからは、2ちゃんねる運営者が利用者が多いことを利用しサーバーの負荷実験を行うために収容サーバーが頻繁に変わっている。
- 2012年9月18日頃、当板を始めとする2ちゃんねるの板の多くがガーラバズ（現・ホットリンク）が提供するASPサービス「電通バズリサーチ」によって自作自演・連投を伴う工作活動、および監視され大規模なバーボンハウス状態になっていた事が明らかとなった（特にモーニング娘。の11期メンバーの誹謗中傷を中心としたアンチスレ等）[3]。
- 2014年3月5日頃、名無しでのデフォルトが「名無し募集中。。。」から「名無し募集中。。。＠転載禁止」に変更された。
- 2014年5月9日頃、サーバーが「hayabusa3」から「hello」に移動となる[4]。これに伴い、名無しでのデフォルトが「名無し募集中。。。＠転載禁止」から「名無し募集中。。。＠転載は禁止」に変更された。
- 2015年12月8日頃、サーバーが「hello」から「hanabi」に移動となる。
- 2017年7月頃、サーバーが「hanabi」から「matsuri」に移動となる。
- 2017年10月1日、2ちゃんねるから5ちゃんねるへの改称に伴い、名無しでのデフォルトが「名無し募集中。。。＠転載は禁止」から「名無し募集中。。。」に回帰となった。また、これと同時にスレッド作成時に「5ちゃんねる浪人」（旧・2ちゃんねるビューア(●)、現・プレミアム浪人）利用者のみ、任意IDの設定が追加された。

### 格付け板
格付け板はランキング･番付･格付け・最強議論をする掲示板である。正式名称は「格付け＠2ch掲示板」。
他板のローカルルールで禁止されていない限り他板のスレッドや住民をこの板へ移動・誘導させないようにするのがローカルルール。

#### 最強議論
最強議論とは、実在する動物や架空のキャラクター同士が一定の条件に基づいて戦うと仮定し、強さを決める、或いは議論する事を目的としているスレッド。作品の設定から、実際の科学考証を照らし合わせるのを基本とする。
舞台が宇宙規模のSF作品など（例えば『スタートレック』vs『ファイブスター物語』）、計測が難しいものも議論の対象となるため、こういったものは描写から逆算して考察する。番付上位の作品に到っては全能者が多くいるため、それぞれの作品が持つ世界観の広がりが検証材料となる（全能者同士であれば、その影響が及ぶ世界の広さが判定基準となるため）。

### 新記録・珍記録板
新記録・珍記録板は新記録への挑戦や新たな競技を企画することを目的としている。正式名称は「新記録・珍記録(仮)＠2ch掲示板」。2009年5月時点では書き込み数は非常に少なく、過疎板に分類される。
2008年12月10日にdubaiサーバに新設された。2010年3月3日には韓国ドメインからの2ちゃんねるへのサイバーテロ事件によってdubaiサーバーのハードディスクが2台とも故障し、全てのログを消失している。

### シベリア超速報板
アクセスを規制されていても書き込みが可能な掲示板である。老若男女・経験など関係なく、積極的な交流をすることがモットー。IDの代わりにIPアドレスが表示される。規制状況によって書き込み回数が激しく増減する板である。正式名称は「シベリア超速報＠2ch掲示板」。
自治スレを村役場としたり、観光案内所や郵便局、炭鉱など、独特の名称を持ったひとつの地域を模した施設名がスレッドの名前として並ぶ。
この中で、レス代行を行うシベリア郵便局が、2012年のパソコン遠隔操作事件の踏み台に使われたとしてニュースなどでも報じられ、2ちゃんねるの事情に疎いマスコミが、
「シベリア郵便局という名のシステム」といった表現を度々使用したため、もの笑いの種になった。

#### 創設の経緯
細かい日付は「歴史」の項を見ての通りだが、そもそもニュース速報板がひどい状態であったために2004年3月「シベリア送り」にされ、シベリア(仮)板となったことが始まりである。その後、運営陣との話し合いにより、ニュース速報板は復活したが、シベリアに残りたいという住民もいたので、ニュース速報板が去った跡地に、同年4月「シベリア速報板」が再度作られたものである。そしてここは様々な規制の対象外となる代わりに、IPアドレスが強制表示される板として、運営されていくことになった。

#### ローカルルール
｢年齢、経験関係なく、排他的交流よりも新しき者との積極的な交流を｣を掲げており他板や規制住民に対しても寛容である。
上記ルールを掲げ他板とも積極的に交流を図った結果第2回･第3回2ちゃんねる全板人気トーナメントでは共にベスト4進出を果たした。

#### ブリザード
規制対象外であるために、掲示板荒らしに対する防御体制も非常に弱い。特に初期の頃は掲示板に無意味な文字列が大量に書き込まれることが頻繁に発生し、これを「嵐（＝荒らし）」よりひどいものとして、シベリアにちなんで「ブリザード」と呼んだ。ブリザードは誰が何のために行っているかは不明だったが、あっという間にスレが埋まってしまいコミュニケーションに支障をきたすこともあった。後に大量書き込みを自動停止させる「とも子」のシステムにより、状況はわずかながら改善された。

#### 板の歴史
- 2004年3月11日－ニュース速報板が閉鎖され、流刑地として新設される。
- 2004年3月16日－ニュース速報板が復活。
- 2004年4月25日－シベリア(仮)板跡地にシベリア速報板が復活。
- 2004年4月30日－映画「シベリア超特急」と「ニュース速報」を掛け合わせ、シベリア超速報板に名称が変更される。また、名無しは水野晴郎監督の名台詞「いやあ映画ってほんといいもんですね」 にあやかり「いやあ名無しってほんとにいいもんですね」に変更される。

### ニュー速VIP板
ニュース速報(VIP)板の現在の正式名称は「ニュース速報(VIP)」。通称ニュー速VIPまたはVIP板など。名称はニュース系の板のようだが、時事ニュースに特化した内容というよりは、むしろ雑談板の様相を呈している。事実、2ちゃんねるの板カテゴリーでは「雑談系2」に分類されている。10年以上居るユーザーはVIPPER（ビッパー）と呼ばれる。
2004年6月18日、ニュース速報板に追加された｢kuso機能（正式名称は『くそスレ撃退機能』）」によって移動されたスレッドを収容する板として生まれた。このkuso機能は、スレッド上においてメール欄に一定個数のkusoが筆記されると自動的に隔離移動するという仕組みであったために、VIP板は当初から不要なスレッドの収容所としての隔離板的な要素を持っていた。しかしこの機能を悪用して有用なスレッドを移動させる悪戯が横行したため、ほどなくkuso機能は停止され、この時点でニュース速報板との関係は断絶された。
「VIP」という名の由来ははっきりしていないが、「特別扱いだから」、「せめて名前だけは聞こえがいいように」などの説がある（“ヴイ・アイ・ピー”とは本来「要人」のこと）。
2012年に運営の異邦ジン ★がVIPの処遇について尋ねられた際、「あの板は特別なので…」と称している。
取り扱う話題は多岐にわたり、興味を持ったものは何でも話題にしてみるという貪欲なところがある。VIP板の歴史は浅いが、活気に満ちており、2012年頃まで、他の掲示板と圧倒的な差をつけて2ch内において一番の書き込み数を誇っていた。しかし2014年4月、なんでも実況J板に書き込み数1位の座を奪われた。
2011年にまとめブログへの反発から名前欄・LR変更を進めるものの、計画途中で一部の人間が天国板への移動を促し、両方が失敗に終わった。

#### 板の歴史
- 2004年
  - 6月18日 - news12サーバ（以下Webサーバの俗称「鯖」で表記）上に新設。
- 2005年
  - 3月15日 - ニー速板、ニー速(pink)板が分割される。
  - 5月15日 - VIP天国板が分割される。
  - 5月30日 - 第2回全板人気トーナメント優勝。
  - 10月21日 - 佐賀県が危機管理のため広報課によるネット監視を行っていたことを受けて、 デフォルト名無しが「以下、佐賀県庁にかわりまして佐賀県民がお送りします」に、投稿日欄の左隣に「佐賀暦2006年」が付け加えられ、曜日欄には「佐賀県職員」や「佐賀県教育委員会」など、必ず頭に「佐賀県」の入る単語が日替わり表示されるようになる（曜日は表示されず）。
    - 板名表示が「ニュース速報(VIP)＠2ちゃんねる(ex17)」、デフォルト名無しが「ex17落とさないでね」になり、日付および曜日表示も通常に戻る。

  - 11月13日 - デフォルト名無しが、一時的に「VIP愛戦士」になった後、「VIP魔王」→「VIP神」など、名前がある法則に基づいて変化するようになる。
- 2006年
  - 8月13日 - なんでも実況V板がなんでも実況VIP板に名称変更される。
- 2007年
  - 1月12日 - デフォルト名無しが2ちゃんねる閉鎖までの残り日数（〜日）と時間に変更。
  - 1月22日 - 上記に関連し、デフォルト名無しが秒単位に変更される。
  - 1月23日 - デフォルト名無しが午後8時をもって愛のVIP戦士に戻る。噂された2ちゃんねる閉鎖はなかった。結局はZAKZAKなどのマスコミによる釣り行為だったようである。
  - 2月14日 - 日付欄がバレンタインデーを避けて「2月15日」になる。
  - 3月12日 - デフォルト名無しがランダムで「職業名（地名）」という形に変更される。また、固定ハンドル名が使用できなくなり、いかなる固定ハンドル名を入力しても、前述のものになることになった。ただし、●持ちなど一部のユーザーは固定ハンドル名を使えた。
  - 4月1日 - エイプリルフールのジョークでトップの看板がワンクリック詐欺の登録料請求を模したものに変更される。
  - 4月30日 - デフォルト名無しが正午ごろより再び「以下、名無しにかわりましてVIPがお送りします。」に戻り、固定ハンドル名が使用できるようになる。
  - 7月29日 - デフォルト名無しが第21回参議院議員通常選挙の投票日にあわせて『名無しさん＠そうだ選挙に行こう』になる。
  - 8月25日 - デフォルト名無しが「名無しさん」になり、メール欄に無記入の場合のみIDが表示されるようになったのち、以前の状態に戻る。
  - 10月11日 - トップの看板がWBC世界フライ級タイトルマッチ12回戦の実況画面になる。また亀田スレが乱立した。
  - 11月28日 - ニュース速報VIP+板が分割される
  - 12月19日 - デフォルト名無しが「名無しさん」になり、メール欄に無記入の場合のみIDが表示されるようになったのち、以前の状態に戻る。
- 2008年
  - 5月22日 - ex25鯖が停止するため、yutori鯖に避難所を開設。スレッドの引継ぎは行われなかった。この後、ex25鯖とyutori鯖が同時に稼働する状態となる。
  - 5月31日 - yutori鯖の板が17時15分ごろからデフォルト名無しが「愛のVIP戦士＠全板人気トナメ開催中」になり看板がランダム表示されるように変更された。その後、ex25鯖も同様に変更される。
  - 6月6日 - 21時54分ごろ、ex25鯖にアクセスするとyutori鯖にリダイレクトされるようになった。これによりニュース速報(VIP)板は統一された。
  - 6月22日 - デフォルト名無しが元に戻る。
- 2009年
  - 11月20日 - デフォルト名無しがこの日金曜ロードショーで放送でされた「天空の城ラピュタ」にちなみ「774秒で支度しな!」に変更。番組終了後元に戻る。また実況スレも多数立ち、一時サーバーダウンとなった。
- 2010年
  - 4月1日～2011年2月10日 - 「伝説の機能2.0」やコテハン「刹那」をめぐり「レジスタンス戦争」と呼ばれる大規模かつ長期間のサイバー戦争が勃発する。
- 2011年
  - 2011年下旬ころ - hibari鯖からengawa鯖に移転。
- 2012年
  - 1月4日 - engawa鯖からhayabusa鯖に移転。短期間での移転となった。
  - 1月7日 - 住人による2chまとめブログの排斥を試みる運動が勃発。
  - 1月9日 - 一部で2chまとめブログへの反抗運動が強まる。ニュース速報民の嫌儲板への大移住に続き、住人による天国板への避難を試みる動きが見られるようになる。
- 2014年
  - 3月2日 - デフォルト名無しが「以下、転載禁止でVIPがお送りします」に変更される。これにより、2chまとめブログへの転載が完全に禁止される。
  - 4月2日 - 午前11時頃、hayabusa5鯖からviper鯖に移転。なおVIP板住民を表すVIPPERと綴りが一文字違いであり、2014年4月2日現在、viper鯖に該当する板はVIPのみで、事実上の専用鯖である。
- 2015年
  - 1月5日 - 生き物苦手板に対する荒らし行為が発生する。
  - 8月10日 - viper鯖からvipper鯖に移転。

#### VIP板発の過去の諸現象
ニュー速VIP板では、過去、掲示板内での中小のブームから、時にはマスコミに取り上げられるほどの大規模な「祭り」が発生していた。その例として以下のようなものがある。また、VIPPERは総じて飽きっぽいため、次々とブームを乗り換えていく傾向にある。しかし、低年齢化や先述のVIPブログなどからの流入者によってVIP板を主とするような祭りが発生することはほとんどなくなった。
mixiコミュニティ乗っ取り
mixiでコミュニティに参加しているメンバーの日記などを調べ上げて、法律違反などを告白した日記を見つけると、その日記へのリンクをコミュニティと2ちゃんねるの掲示板に書き込み、一気に両者を祭り状態にさせる。悪質なものは、その状況に窮した管理者に親しい態度をとって近づき、「事態を沈静化させるから管理権を貸して欲しい」などとして管理権を受け取り、コミュニティの趣旨やタイトルを書き換えて全く別のコミュニティにしてしまう乗っ取りにまで発展している。これらを行っている者は主にニュー速(VIP)板に現れ、mixiではカリスマ○△□などと名乗り、乗っ取り組はそのカリスマ○△□が誘った2ちゃんねらーであることが多く目撃されている。乗っ取られたコミュニティには、「警察大嫌い」→「靖国神社〜大東亜共和圏を再び 」、「KFC|ケンタッキーフライドチキン」（削除）、「鳥取市 いけてる飲食店情報」→「独裁者 真山ハル 糾弾 」、「MOS BURGER 」→「立呑処キンパイ」、「北村美樹」→「おしっこ飲みます」（削除）、「花島咲」→「膀胱」などがある。時には2ちゃんねらー自ら、釣りとして嘘の告白を書き込んでいることもある。
ランキングへの介入
アニメソングをオリコンチャート1位にする運動
もともと、CDのランキング番組ではアニメソングの扱いが低く、Vアニメソングへの扱いに不満を感じる者がいたという土壌があった。
チャート1位まで上昇させることができれば、テレビ番組などで「ハッピー☆マテリアル」に関してのコメントを発言せざるを得なくなることを狙ったこの運動では、ニュー速VIP周辺を中心に2ちゃんねる利用者のCD買い占めが行われた。結局、目標の1位獲得までは至らなかったものの、5月度版が初登場4位、6月度版が初登場3位を記録することになる。他の月のバージョンもオリコンチャート上位10位以内にランクインした（「ハッピー☆マテリアル」は、2005年1月度から7月度まで毎月別バージョンがリリースされている）。魔法先生ネギま! のCDの項も参照。
また、アニメ涼宮ハルヒの憂鬱のエンディングテーマ「ハレ晴レユカイ」を1位にしようという運動も見られた。こちらはオリコンチャートにてデイリー最高2位、ウィークリー最高5位を記録した。その際、板内では賛否両論の意見が出た。
「VIP STAR」
平井堅のヒットシングル「POP STAR」に、あるVIPPERが改変歌詞をつけて音声をアップしたところ、他のVIPPERらから強い反響があり、更に「POP STAR」の歌詞を2ちゃんねらーが修正し、その歌詞がカラオケ板住人の「kobaryu」によって歌われた。このkobaryuの声が平井堅にあまりにも似ていたため2ちゃんねるにおいてブームとなり、秋葉原などの一部店舗ではPOP STARのPVと合成されたムービーが店頭デモとして使われるほどとなった。
また、kobaryu本人はライブドアの忘年会のステージで歌を披露している。
ひろゆきはこの曲のファンであり、これを正式公開したいとの思いがあるようで、ソニー・ミュージックエンタテインメントと平井堅にコンタクトを取ろうとアプローチしていたが、その後の進展はなかった。ちなみに「2chオリジナル楽曲の（一般流通ベースでの）CD化」は2006年にバイク板の「フルスロットル」で実現している。また、のちにこれをもじった仮想通貨が作られた。
VIP先生（マリオトロポリス）
スーパーファミコンソフト「スーパーマリオRPG」に感銘を受けたという人が、自らのブログにて、1926年の映画「メトロポリス」のワンシーンと「スーパーマリオRPG」内の音楽「森のキノコにご用心」（作曲：下村陽子）に英語の歌詞をつけた歌を合わせたFlash動画を公開していた。それがニュー速VIPで紹介されると、その映像と音楽のインパクトに病みつきになる者が続出した。
VIP先生とは、この動画で踊っている女優ブリギッテ・ヘルム(de:Brigitte Helm)のことで、歌詞の「peeps insane」という部分が「VIP先生」と聞こえることから名づけられた。
なんでも実況J板との関係
2012年のサーバー移転からVIP板に割り当てられていたhayabusa鯖には、当時から書き込み数1位を争っていたなんでも実況J板（なんJ板）も割り当てられていた。プロ野球の実況が盛んに行われていたなんJ板では、試合中の突発的な出来事により書き込み数が爆発的に増え、結果としてサーバーがダウンする事態に陥ることが珍しくなかった。当然この時には同じサーバーを割り当てられているVIP板も書き込みができなくなった。この状況に不満を持つ住民により、VIP板には度々「なんJ板にスレッドを乱立させて実況を妨害する」という趣旨のスレッドが立つようになったが、結果としてVIP板にも負荷がかかる悪循環に陥ることも珍しくなかった。その後両板は揃ってhayabusa5鯖に移転したのち、VIP板がviper鯖に、なんJ板がtomcat鯖に移転する事となった。現在この2つのサーバーは両板のみに割り当てられている状態となっている。

### ニュー速VIP+板
正式名称は「ニュース速報VIP+＠2ch新機能実験場」。通称は今のところ未定だが、「VIP+」や「ニュー速VIP+」と呼ばれることがある。
ニュース速報(VIP)板から分割されたが、2007年11月現在では（仮）としている。板常駐者（住人）は特に「ビタ民」、「たす民」、「びっぷら」などと呼ばれる。
2007年11月、FOX★が実験目的で開設した。天国板のように伝説の機能を使うことができる。
また、「伝説の機能2.0」という名目で、複数のBeユーザーが「呪文」を一定数書き込むと、書き込まれたスレがスレストされる、などの機能が現時点では実装されており、一部はニュース速報板やニュース速報(VIP)板にも実装されている。

#### 板の歴史
- 2007年11月28日 - yutoriサーバ上に新設。
- 2010年1月1日 - 標準名無しが「自治スレにて名無し変更議論中＠VIP+」に変更される
- 2010年3月16日 - 標準名無しが「名も無き被検体774号+」に変更される

### ニュー速(嫌儲)板
ニュース速報（嫌儲）板（ニュースそくほうけんもういた）はインターネットの匿名掲示板2ちゃんねるにある板のうちの一つである。けんもうとも呼ばれる。アフィリエイト広告などによる営利目的でニュース速報板に立てられたスレッド（スレ）を無許諾で転載するブログ（いわゆるコピペブログ、アフィブログ）が増え、住人の間でその是非を巡る議論が高まった。これを受け住人の意向を無視する形で2007年12月28日、2ちゃんねる管理人である西村博之がニュース速報（嫌儲）板を新設した。西村曰く、「ニュース速報板と比較実験をするために、基本的にはニュース速報板と同じ設定にしてある」らしい。故にニュース速報板と同様にスレ立てがロクに出来ない状況となっている（1日に1回程度）がsakuやスレストが事実上存在しないためスレ立て依頼所は大変繁盛しており、新しいスレッドがよく立てられている。
また、2ちゃんねるで初めてスレの終了を知らせる「1001」が複数パターン登場するように設定された（内容は住人の要望に応じてFOXが適当に決めているようである。

#### ニュー速（嫌儲）のレスを転載したコピペブログ
ニュース速報（嫌儲）板の設立から間もなく、嫌儲板のレスを無断で転載するコピペブログ（いわゆるアフィリエイトブログ）が複数出現した。
分割元のニュース速報板では2ちゃんねる管理人がコピペブログの転載を事実上容認しているにも関わらず、あえてコピペブログへの転載禁止を標榜する嫌儲板のレスを転載したことは住民の反感を買った。これらブログのうち幾つかは荒らされ「炎上」し、謝罪・閉鎖に追い込まれた。また、2012年1月にはアフィリエイトを嫌い嫌儲に移住したニュー速民を記事で煽ったゲハブログ『はちま起稿』が個人運営ではなく企業運営であったことや、管理人の本名や実家の住所、現在の住所などあらゆる個人情報を暴き、表向きとして管理人が交代する事態となった。
また、雑誌『Windows100%』において嫌儲板のレスは転載するとトラブルになるという文面が掲載された。

#### 板の歴史
- 2007年
  - 12月28日 - 開設（namidameサーバー）
  - 12月29日 - アフィリエイト付きのブログ「へいわぼけ」がレスを無断転載。騒動の末に閉鎖となる[11]。
- 2008年
  - 3月30日 - 名前欄の（県名）が（県の特産品）へ変わる。
  - 4月26日 - 名前欄の（県の特産品）が（県名）に戻る。
  - 6月18日 - 毎月18日を嫌儲の「嫌（18）」にちなんで嫌儲の日に制定。
  - 9月15日 - 県名表示と強制名無しが廃止される。その後、9月30日に強制名無しは復活[12]。
- 2009年5月16日 - デフォルト名無しが「番組の途中ですがアフィ禁止です」から「番組の途中ですがアフィサイトへの転載は禁止です」に変更。
- 2010年5月10日 - NHKラジオ放送アニソン三昧を実況したことでニュース速報板で大規模規制。一部が嫌儲に移住する。（この移住者は嫌儲板では「三昧移民」と呼ばれている）
- 2011年10月19日 - アニメスレの中で特に勢いのある売上を見守るスレが嫌儲に移住。書き込み数で20位以内となる。
- 2012年
  - 1月9日 - ニュース速報の住民の多くが移住。書き込み数で2位となる。
  - 1月10日 - スレの保持数が300から500に。
  - 6月4日 - 板に降臨した西村博之と思わしき書き込みと平行し、『やらおん!』『ハムスター速報』『ニュー速VIPブログ』『はちま起稿』『オレ的ゲーム速報@刃』の5サイトは2ちゃんねるの著作物の利用を禁じる通知が発令された。
- 2014年
  - 2月28日 - engawa鯖からmaguro鯖に移転。
  - 4月18日 - maguro鯖からfox鯖に移転。
- 2015年
  - 2月16日 - 2ch専用ブラウザ開発にAPI許諾が必要になったことにより、住民の一部がblogban、redditのニュー速R、Next2chの嫌儲、おーぷん2chなどに移住し始める。
- 2016年
  - 4月7日 - fox鯖からhitomi鯖に移転。

### 天国板
正式名称は「天国＠2ch掲示板」。旧名VIP天国板。スレッドを立てたりスレッドに書き込みをする際に、名前の欄を空白にしているとデフォルトに設定されている田中になる。beにログインしているとbeポイントに応じて小田、綾小路、嵯峨などに変化する。
FOX★が設立当初のように面白いレスであふれていたVIPを取り戻したいと言い出し、クオリティの高いレスを期待して勝手に設置。後に管理者から「何の板か分からない」と注意を受けた。天国板は普通の掲示板に見られるまともな質問の受け答えや交流などはほとんど行われず、笑わせるためのネタが頻繁に投稿される。
またこちらもニュース速報（嫌儲）板同様外部サイトへの転載を禁止しており、VIP移住の決め手となった。

#### 板の歴史
- 2005年5月15日　ニュース速報(VIP)板から分割される。（当時のサーバーはex10）
- 2005年8月8日　VIP天国板から天国板に改称。
- 2012年1月10日　ニュース速報(VIP)内の一部で本板への移民の動きが強まる。一日の総書き込み数がニュース速報(VIP)の1/3(3位)を超した。

#### VIP板との関係
2012年1月10日にニュース速報(VIP)内で一部のVIPPERが天国板への移民を決意。これに続き多くのVIPPERが天国板へ流れ込み、過疎板をVIPPERが乗っ取る形で大規模な移動が始まった。しかしローカルルールの大きな違いなどが原因でν速民の嫌儲板への移民時ほどは勢いが出ず、現在はVIP板も天国板も両方ROMっているというVIPPERが多くを占めている。

### ニー速板
ニー速板はニート中心の板だが有職者も少なからず混じりそれが悩みのタネとなっている。通称ニー速。
強制的に曜日欄は（日）となり、名前欄は「名前書いたら負けかなと思っている。」となる。他の多くの板では禁止されている糞スレの温床である。
馴れ合いを防ぐため、他の書き込みへのレスアンカー、書き込みが二桁以上のスレッドへの書き込みを嫌う傾向にある。

#### 板の歴史
- 2005年3月初旬 - ニュース速報 (VIP) 板で以前から見られたアンチコテハン・馴れ合い運動がピークに達する
- 2005年3月15日 - ニュース速報 (VIP) 板の現状に不満を持つ住民を隔離するために新設される（当時の名称はニー速VIP板）
- 2005年5月16日 - ニー速VIP板からニー速板に改名
- 2015年6月末日 - 閉鎖予定

### ガチホモ板
ガチホモ板は板名が示す通り、ホモネタの好きな者、また本物の同性愛者（但し、一部の物好きだけであり、同性愛板や同性愛サロン板、大人の同性愛板の住人の殆どは無関心である）が集まってそれに関する議論や雑談をしたりコピペ改変などのネタを披露する掲示板である。ネタ元は大抵漫画くそみそテクニック、ゲイビデオ真夏の夜の淫夢やゲイポルノ俳優ビリー・ヘリントン関連が多い。フォルダ名の由来はビリー・ヘリントンのネット上での愛称「兄貴」からきている。正式名称は「ガチホモ＠2ch掲示板」。

### ふれんちふらい板
potatoサーバー新設と同時に設立された板。板名の『ふれんちふらい』とは、フライドポテトのことである。